# Черноштанка
Черноштанка — упразднённое село в Немецком национальном районе Алтайского края. Располагалось на территории современного Дегтярского сельсовета. Точная дата упразднения не установлена.

## География
Село располагалось в 5 км к юго-востоку от села Дворское.

## История
Основано в 1908 году. В 1928 г. посёлок Черноштанка состоял из 74 хозяйств. В составе Казанского сельсовета Знаменского района Славгородского округа Сибирского края.

## Население
В 1926 году в посёлке проживало 366 человек (184 мужчины и 182 женщины), основное население — украинцы